# Torrebelvicino
Torrebelvicino là một đô thị tại tỉnh Vicenza ở vùng Veneto, Ý.
Đô thị này có diện tích 21,02  km², dân số là 6004 người (thời điểm 28 tháng 2 năm 2009)